# PGC 289
LEDA/PGC 289 ist eine Radiogalaxie im Sternbild Pegasus nördlich der Ekliptik. Sie ist schätzungsweise 670 Millionen Lichtjahre von der Milchstraße entfernt und hat einen Durchmesser von etwa 160.000 Lichtjahren. Vom Sonnensystem aus entfernt sich das Objekt mit einer errechneten Radialgeschwindigkeit von näherungsweise 14.800 Kilometern pro Sekunde.
Im selben Himmelsareal befinden sich unter anderem die Galaxien PGC 180, PGC 309, PGC 2022614, PGC 2028845.